# 頸城郡
- 令制国一覧 > 北陸道 > 越後国 > 頸城郡
- 日本 > 中部地方 > 新潟県 > 頸城郡

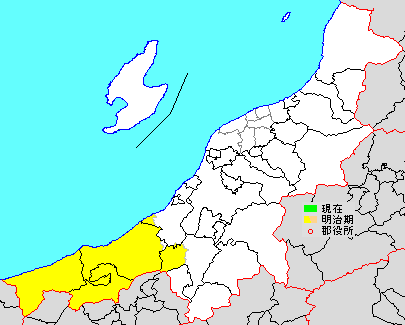
新潟県頸城郡の範囲

頸城郡（くびきぐん）は、新潟県（越後国）にあった郡。

## 郡域
現在の下記の区域にあたるが、行政区画として画定されたものではない。
- 糸魚川市
- 妙高市
- 上越市の大部分（大島区嶺を除く）
- 柏崎市の一部（高柳町田代および青海川、笠島、小杉、吉尾、蕨野以西）
- 十日町市の一部（荒瀬および清水、苧島、中子、滝沢、片桐山、孟地、犬伏、海老、松代東山、松之山東山、松之山上鰕池、松之山東川以西）

尚、古代は上記の区域に現在の上越市大島区嶺と十日町市桐山が属していた。

## 近代以前の沿革
古くは西部に久比岐国造、東部に高志深江国造が設置された。国造制終了後の当初は越中国であったが、大宝2年（702年）3月、古志郡・魚沼郡・蒲原郡とともに越後国に譲られた。

### 式内社
『延喜式』神名帳に記される郡内の式内社。
| 神名帳              | 神名帳             | 神名帳 | 神名帳           | 比定社                 | 比定社                             | 比定社         | 集成 |
| 社名                | 読み               | 格     | 付記             | 社名                   | 所在地                             | 備考           | 集成 |
| ------------------- | ------------------ | ------ | ---------------- | ---------------------- | ---------------------------------- | -------------- | ---- |
| 頸城郡 13座（並小） |                    |        |                  |                        |                                    |                |      |
| 奴奈川神社          | ヌナカハノ         | 小     |                  | （論）奴奈川神社       | 新潟県糸魚川市田伏                 |                |      |
| 奴奈川神社          | ヌナカハノ         | 小     | （論）奴奈川神社 | 新潟県糸魚川市一の宮   | 天津神社境内社                     |                |      |
| 奴奈川神社          | ヌナカハノ         | 小     | （論）白山神社   | 新潟県糸魚川市大字能生 |                                    |                |      |
| 大神社              | オホムワノ         | 小     |                  | （論）天津神社         | 新潟県糸魚川市一の宮               | （越後国一宮） |      |
| 大神社              | オホムワノ         | 小     | （論）大神社     | 新潟県糸魚川市平       |                                    |                |      |
| 大神社              | オホムワノ         | 小     | （論）大野神社   | 新潟県糸魚川市大野     |                                    |                |      |
| 大神社              | オホムワノ         | 小     | （論）藤崎神社   | 新潟県糸魚川市藤崎     |                                    |                |      |
| 大神社              | オホムワノ         | 小     | （論）大神社     | 新潟県上越市吉川区尾神 |                                    |                |      |
| 大神社              | オホムワノ         | 小     | （論）関山神社   | 新潟県妙高市関山       |                                    |                |      |
| 阿比多神社          | アヒタノ           | 小     |                  | 阿比多神社             | 新潟県上越市長浜                   |                |      |
| 居多神社            | ケタ               | 小     |                  | 居多神社               | 新潟県上越市五智                   | 越後国一宮     |      |
| 佐多神社            | サタノ             | 小     |                  | 佐多神社               | 新潟県糸魚川市大字北山             |                |      |
| 物部神社            | モノノヘノ         | 小     |                  | 物部神社               | 新潟県上越市清里区南田中           |                |      |
| 水島礒部神社        | ミツシマノイソヘノ | 小     |                  | 水嶋磯部神社           | 新潟県上越市清里区梨平             |                |      |
| 菅原神社            | スカハラノ         | 小     |                  | 菅原神社               | 新潟県上越市清里区菅原             |                |      |
| 五十君神社          | イソキミ イキミ    | 小     |                  | 五十君神社             | 新潟県上越市三和区所山田字鳥居場   |                |      |
| 江野神社            |                    | 小     |                  | 江野神社               | 新潟県上越市名立区名立大町字明神山 |                |      |
| 青海神社            | アヲミノ           | 小     |                  | 青海神社               | 新潟県糸魚川市大字青海字菅峯山     |                |      |
| 円田神社            | マトタノ マロタノ  | 小     |                  | 圓田神社               | 新潟県上越市柿崎区岩手             |                |      |
| 斐太神社            | ヒタノ             | 小     |                  | 斐太神社               | 新潟県妙高市宮内                   |                |      |
| 凡例を表示          |                    |        |                  |                        |                                    |                |      |

## 近代以降の沿革
所属町村の変遷は東頸城郡#郡発足までの沿革、中頸城郡#郡発足までの沿革、西頸城郡#郡発足までの沿革をそれぞれ参照
- 「旧高旧領取調帳」に記載されている明治初年時点での支配は以下の通り。下記のほか寺社領、寺社除地[2]が存在。
  - 後の東頸城郡域（173村） - 幕府領（出雲崎代官所・高田藩預地・川浦代官所）、越後高田藩
  - 後の中頸城郡域（3町783村） - 幕府領（高田藩預地・川浦代官所ほか）、越後高田藩、越後糸魚川藩
  - 後の西頸城郡域（7町170村） - 幕府領（高田藩預地）、越後高田藩、越後糸魚川藩
- 慶応4年7月27日（1868年9月13日） - 幕府領が柏崎県（第1次）の管轄となる。
- 明治元年11月5日（1868年12月18日） - 柏崎県を廃して新潟府に合併することが布達される（実行されず）。
- 明治2年
  - 2月22日（1869年4月3日） - 再度柏崎県を廃止する布達が出され、越後府（第2次）に合併。
  - 6月24日（1869年8月1日） - 任知藩事にともない、糸魚川藩が清崎藩に改称。
  - 8月25日（1869年9月30日） - 旧・柏崎県の管轄地が柏崎県（第2次）の管轄となる。
- 明治4年
  - 7月14日（1871年8月29日） - 廃藩置県により、藩領が高田県・清崎県の管轄となる。
  - 11月20日（1871年12月31日） - 第1次府県統合により、全域が柏崎県の管轄となる。
- 明治6年（1873年）6月10日 - 新潟県の管轄となる。
- 明治12年（1879年）4月9日 - 郡区町村編制法の新潟県での施行により、安塚村など167村に東頸城郡、高田城下など3町771村に中頸城郡、糸魚川町など7町166村に西頸城郡が、それぞれ行政区画として発足。同日頸城郡消滅。

## 式内社
延喜式神名帳では、頸城郡に以下の小社13座13社が記載されている。
- 奴奈川神社（論社3社） -- ヌナカワヒメを祀る
  - 天津神社境内社・奴奈川神社（糸魚川市一の宮）
  - 能生白山神社（糸魚川市大字能生宮の上）
  - 奴奈川神社（糸魚川市田伏南村）
- 大神社（論社6社）
  - 天津神社（糸魚川市一の宮）
  - 大神社（糸魚川市平）
  - 大野神社（糸魚川市大野）
  - 藤崎神社（糸魚川市藤崎）
  - 大神社（上越市吉川区尾神）
  - 関山神社（妙高市関山）
- 阿比多神社（上越市長浜）
- 居多神社（上越市五智6丁目）
- 佐多神社（論社3社）
  - 剱神社（糸魚川市宮平）
  - 佐多神社（糸魚川市大字北山）
  - 八坂神社（上越市西本町4丁目）
- 物部神社（現 日吉社（上越市清里区南田中））
- 水嶋礒部神社（論社2社）
  - 水嶋磯部神社（上越市清里区梨平）
  - 水嶋礒部神社（糸魚川市筒石）
- 菅原神社（上越市清里区菅原）
- 五十君神社（上越市三和区所山田）
- 江野神社（上越市名立区名立大町）
- 青海神社（糸魚川市大字青海）
- 圓田神社（論社2社）
  - 圓田神社（上越市名立区丸田）
  - 圓田神社（上越市柿崎区岩手）
- 斐太神社（妙高市宮内）